# イースト・パットニー駅
イースト・パットニー駅（イースト・パットニーえき、英語: East Putney station）は、ロンドンのウォンズワース区パットニーにあるロンドン地下鉄の駅である。ディストリクト線ウィンブルドン支線に属する高架駅。
現在はロンドン地下鉄の列車しか停車しない。ただし、ナショナル・レールの列車が走るサウス・ウェスタン本線（駅のすぐ北側でディストリクト線と直角に交差する）への連絡線がこの駅の構内で分岐しており、かつては連絡線を経由して旅客列車が運行されていた。この旅客列車のためのホームは現在も残っている。また、連絡線経由で回送列車が運転されることがある。
トラベルカード・ゾーン2とトラベルカード・ゾーン3の境界であり、両方のゾーンに属する。

## 歴史
この駅はメトロポリタン・ディストリクト鉄道（MDR、現在のディストリクト線）により1889年6月3日に、同線がパットニー・ブリッジ駅からウィンブルドン駅まで延伸した際に開業した。当駅からウィンブルドン駅までの線路施設自体はロンドン・アンド・サウス・ウェスタン鉄道(L&SWR)が建設したもので（つまりMDR側が当駅からウィンブルドンまで乗り入れをした）、1889年7月1日よりL&SWRの列車はクラパムジャンクション駅から当駅にある連絡線を経由してウィンブルドン駅方面へ運行するようになった。
当駅を含む、パットニー・ブリッジ駅からウィンブルドン駅までの区間はロンドン地下鉄において蒸気機関車から電車へ転換された最後の区間となった。電車運行は1905年8月27日に開始された。
サザン鉄道（SR、L&SWRを継承した鉄道会社）による当駅を通る列車の運行は1941年5月4日に終了した。
1994年4月1日にロンドン地下鉄へ移管されるまでイースト・パットニー駅からウィンブルドン駅までの路線の所有権が（さらにサザン鉄道を継承した）ナショナル・レールに残っており、移管の時までこの駅にはナショナル・レールの駅であった。

## 駅構造
当駅でディストリクト線の線路とナショナル・レールの線路が「Y」字型に分岐し、駅の形も「Y」字型になっている。分岐点は駅のすぐ南にあり、両線の複線が平面交差する形になっている。
ホームは西側にディストリクト線の北方面行きのホーム、中央にディストリクト線南方面行きとナショナル・レール北方面行きがそれぞれ東側と西側を使用する「Y」字型の島式ホーム、そして一番東にナショナル・レールの南行きのホームの合計3面のホームがある。このうち一番東のホームは全く使用されておらず、草がはびこっている。中央のホームは現在も東側のナショナル・レールが使用する部分についても使用可能だが、列車は発着しない。また、中央のホームの「Y」の右腕（ナショナル・レールの側）には柵が設置されている。駅の建物は中央のホームの「Y」の字の両腕の間に位置する。
駅には4つの階段がある。このうち使用されていない東側のホームへの階段は旅客の使用はできないが、その他の階段は利用できる。
当駅のナショナル・レールの線路とサウス・ウェスタン本線との間の連絡線は、もう旅客輸送には使用されていないものの現在も使用可能であり、列車をウィンブルドン車両基地に回送する際に定期的に使用されている。ただし、元々複線であった連絡線のうちサウス・ウェスタン本線の東行きの線路に接続する（元は北方面行きであった）線路は使用されず、回送列車はサウス・ウェスタン本線の西行きの線路に接続する（元は南方面行きであった）路線のみを両方向に走るようになっている。
連絡線の北方面行きの線路は、東にカーブしながらサウス・ウェスタン本線の線路を陸橋で越えた後にパットニー・ブリッジ・ロード（国道A3209号線）が陸橋で越える手前までサウス・ウェスタン本線と並走し、合流するという形を取っていたが、現在は橋台などは残っているものの線路を越える陸橋の一部分が取り除かれており、列車が走ることはできなくなっている。

## 周辺
- アッパー・リッチモンド・ロード(国道A205号線（英語版）)に近い。
- サウス・ウェスタン本線のパットニー駅が西に200mくらいのところにある。

## バス路線
ロンドンバスの37、337系統が当駅から発着する。

## 隣の駅
ロンドン交通局
ロンドン地下鉄
■ディストリクト線
ウィンブルドン支線
サウスフィールズ駅 - イースト・パットニー駅 - パットニー・ブリッジ駅

## ギャラリー

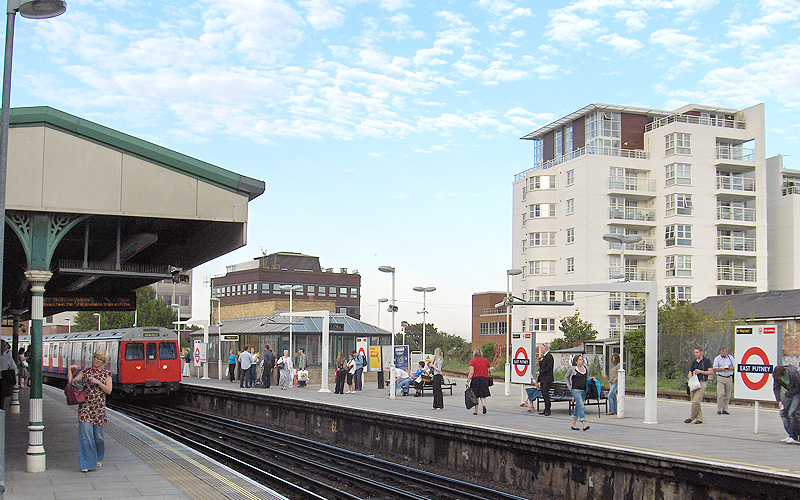
イースト・パットニー駅のプラットホームと南から来た列車が到着 (2006年、9月)
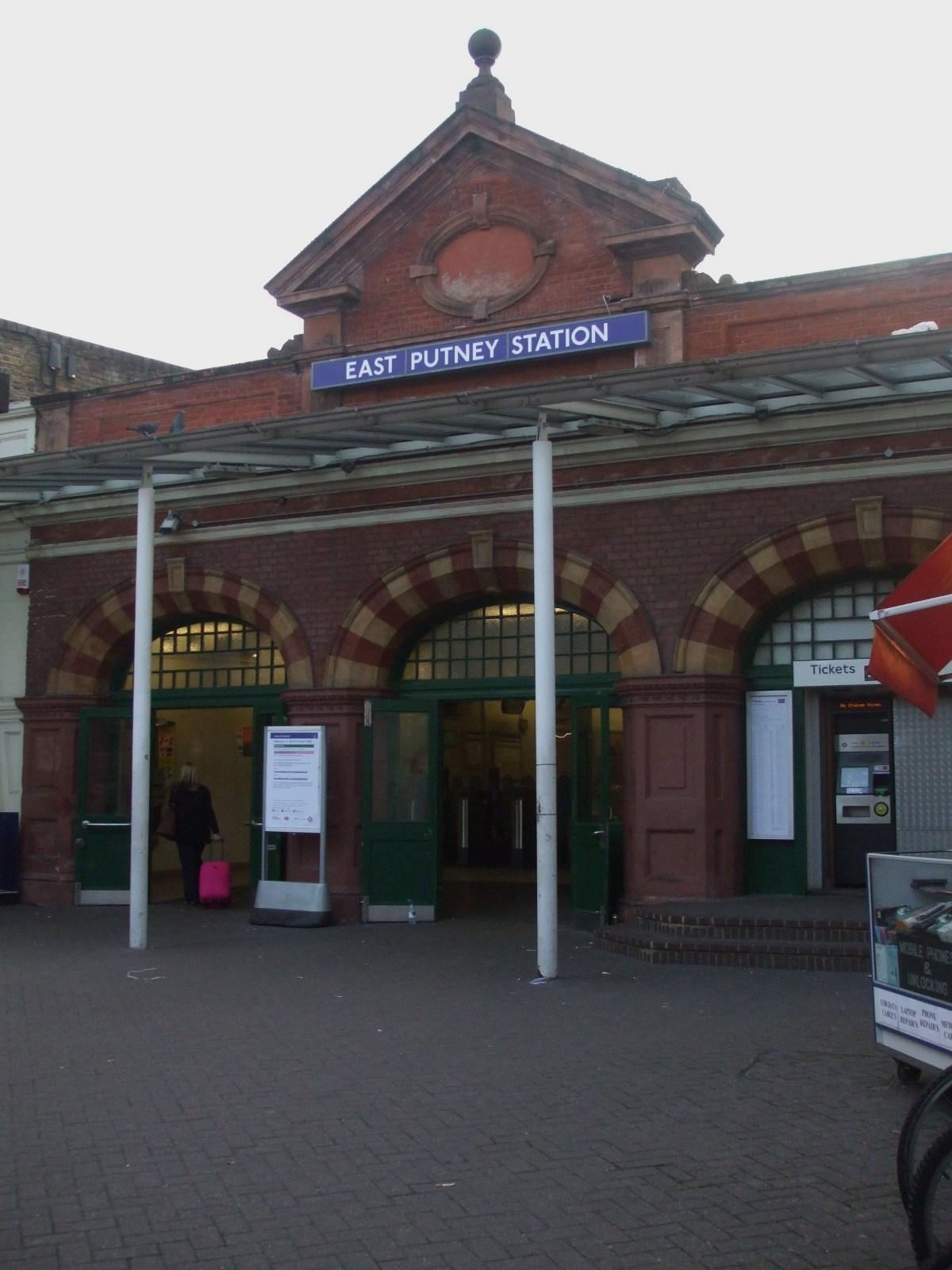
駅入口